# Маяки мыса Генри
Маяки мыса Генри (англ. Cape Henry Lights) — два маяка, расположенных на мысе Генри, в южной части Чесапикского залива. Административно относятся к городу Виргиния-Бич, штат Виргиния, США. Новый маяк является 11-м по высоте в стране.

## Описание
Высота старого маяка — 27,4 метра, он имеет восьмиугольную форму в проекции, диаметр основания — 7,9 метров, вершины — 4,9 метров. Материал здания — песчаник Акуиа-Крик.
Высота нового маяка — 47,9 метров, он также имеет восьмиугольную форму в проекции. Материал здания — чугун и кованое железо. Свет посылается через линзу Френеля и виден на расстоянии 18,5 миль.

## История
Старый маяк
35°55′33″ с. ш. 76°00′29″ з. д.

Старый маяк является третьим по возрасту маяком США: он был построен к октябрю 1792 году на холме высотой 18 метров над уровнем моря более чем в 450 метров от берега, ныне же это расстояние, в связи с эрозией почвы, составляет около 230 метров. Проектная стоимость строительства составила 15 200 долларов, но в итоге она была увеличена на 2500 долларов. Архитектором сооружения выступил Джон Маккомб-младший, в своей работе он вдохновлялся конструкцией маяка мыса Хенлопен, построенного в 1767 году в штате Делавэр. Маяк мыса Генри стал одним из первых сооружений страны, полностью построенных за государственный счёт (США как государство образовалось в 1787 году с принятием Конституции). В первой половине 1860-х годов, в ходе Гражданской войны, маяк был разрушен, но очень скоро восстановлен, так как имел важнейшее стратегическое значение для кораблей, заходящих в Чесапикский залив. В 1930 году неработающий уже полвека старый маяк был приобретён обществом Preservation Virginia, занимающимся охраной памятников истории и культуры. В результате реставрации зданию были добавлены кирпичная облицовка и железная лестница. Ныне старый маяк является историческим музеем.
Новый маяк
35°55′35″ с. ш. 76°00′26″ з. д.

В 1881 году был построен новый маяк, расположился он в 100 метрах северо-восточнее старого, на возвышении высотой 5 метров над уровнем моря. Стоимость строительства составила 100 000 долларов. После строительства нового маяка, старый не был уничтожен, так как он является хорошим ориентиром в светлое время суток и полезен для триангуляции. В 1984 году новый маяк был полностью автоматизирован.
Историческое признание
15 октября 1966 года старый маяк был внесён в Национальный реестр исторических мест США, 2 декабря 2002 года в реестр был добавлен и новый. 9 сентября 1969 года старый маяк был внесён в Реестр достопримечательностей Виргинии, 10 сентября 2003 года в реестр был добавлен и новый. 15 апреля 1970 года оба маяка были признаны национальными историческими памятниками. В 2002 году Американское общество гражданских инженеров удостоило старый маяк звания «Национальная историческая достопримечательность гражданской инженерии».

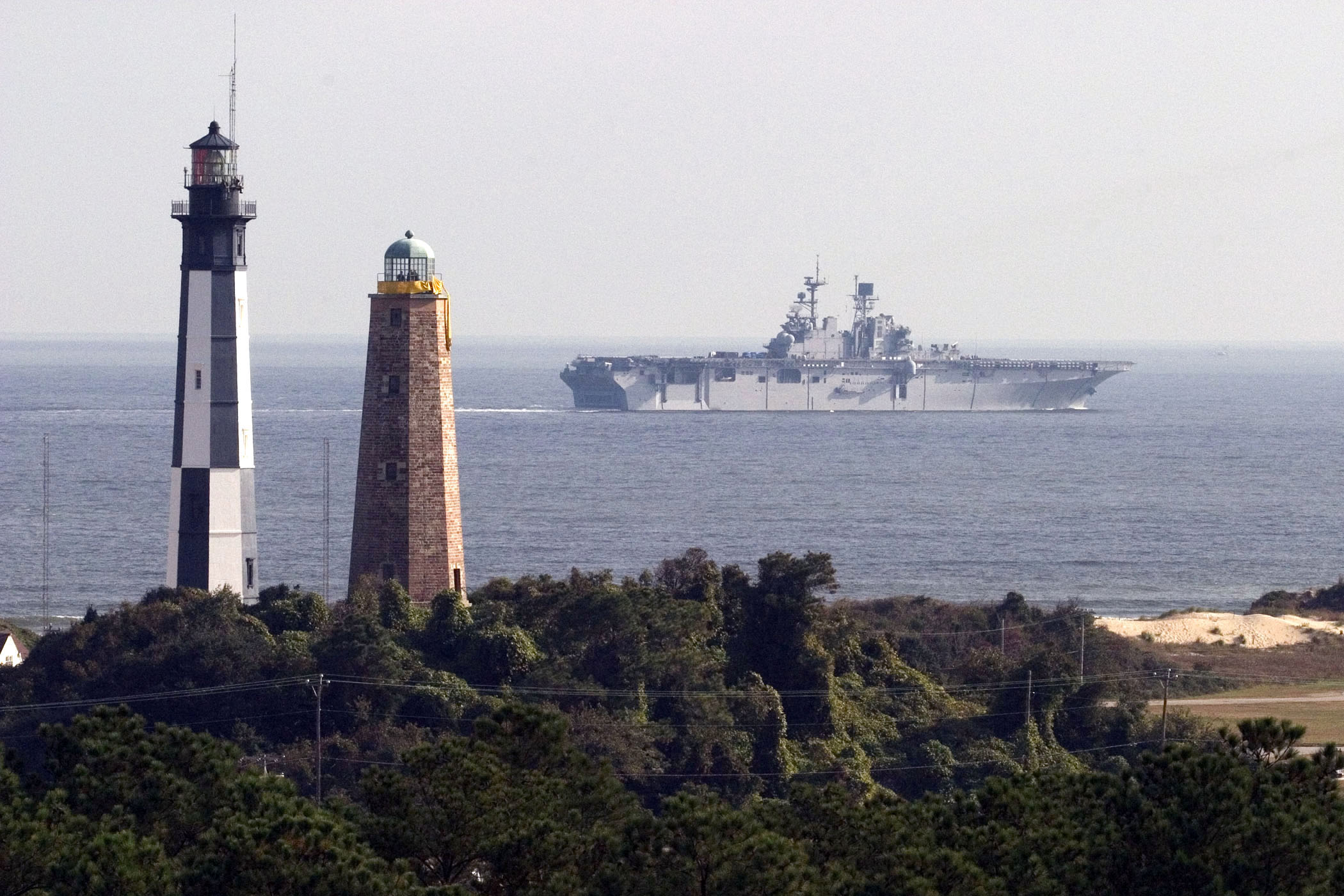
Новый (слева) и старый (справа) маяки мыса Генри
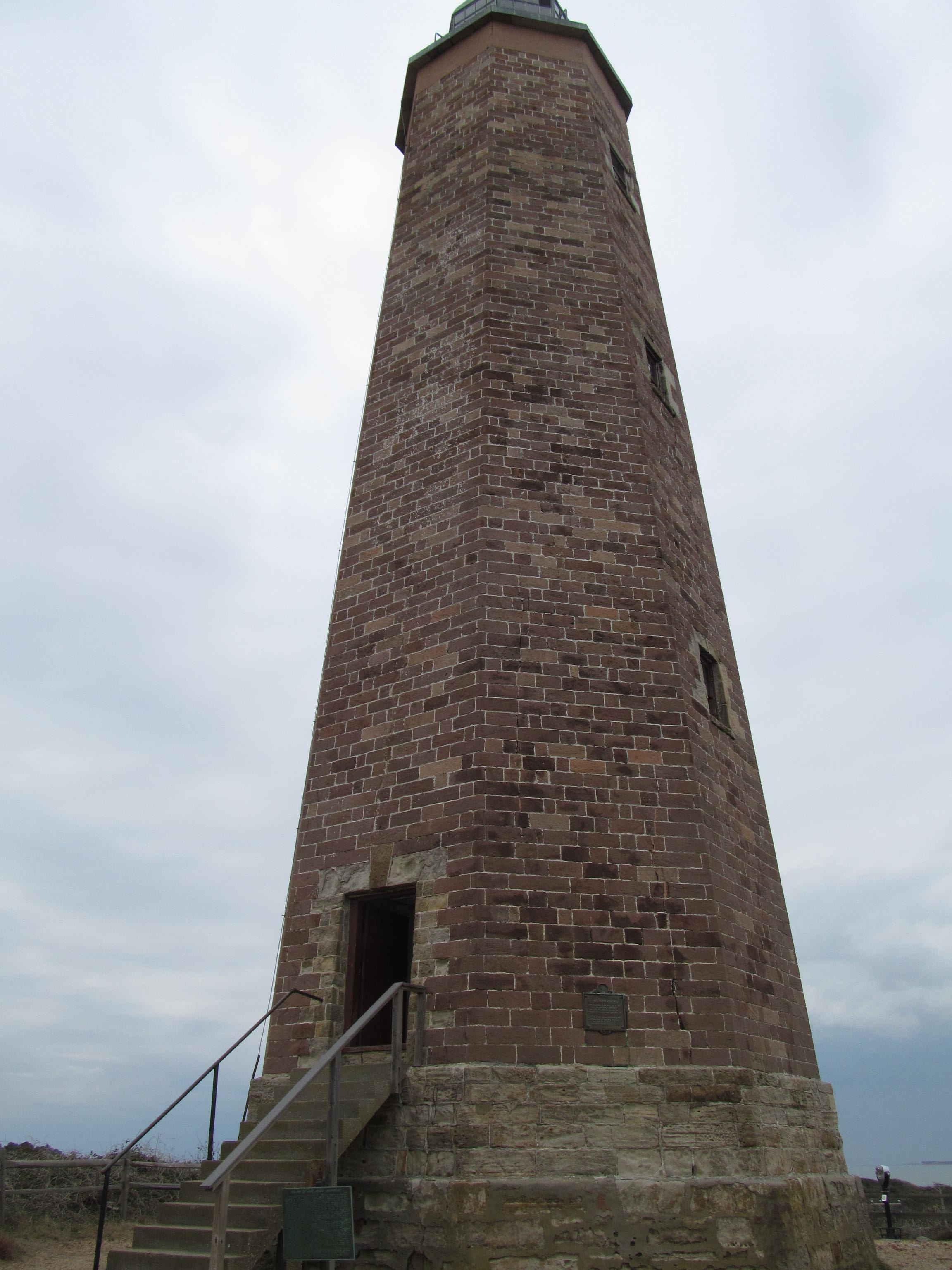
Старый маяк
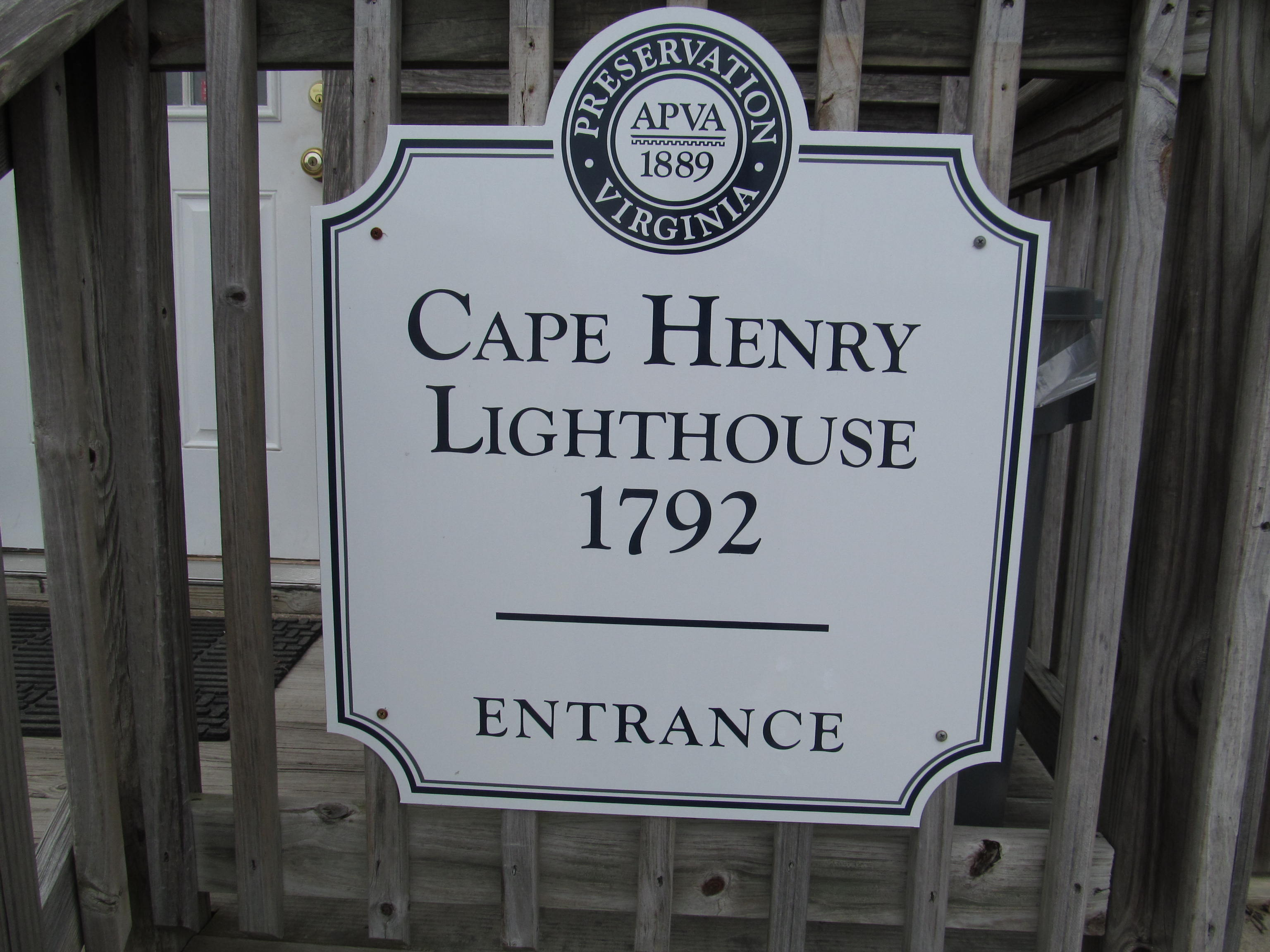
Старый маяк ныне является музеем
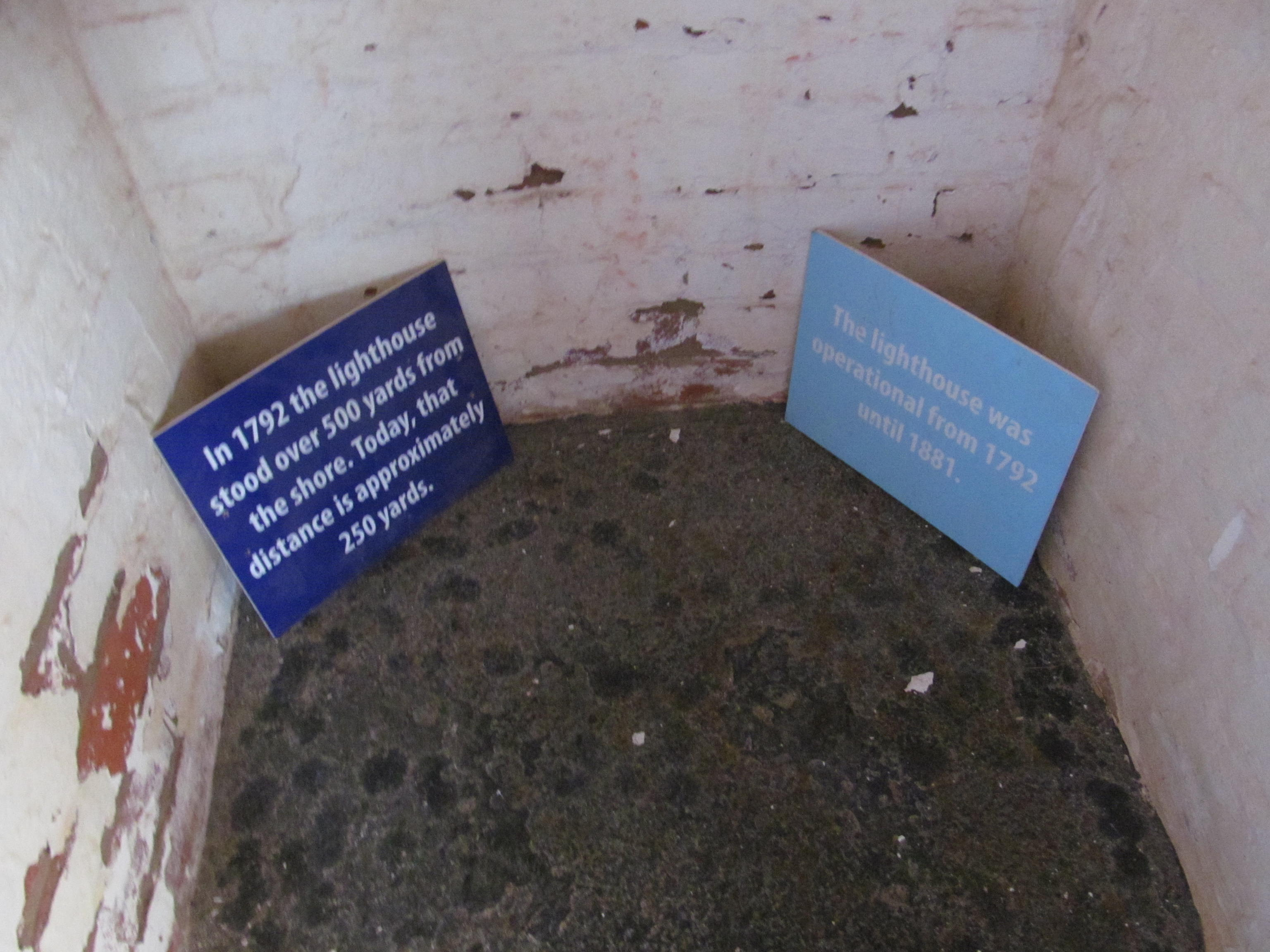
Старый маяк был расположен на расстоянии более 450 метров от берега, ныне же это расстояние составляет около 230 метров.